# Balșa
Balșa é uma comuna romena localizada no distrito de Hunedoara, na região histórica da Transilvânia. A comuna possui uma área de 154.69 km² e sua população era de 1022 habitantes segundo o censo de 2007.